# Neuhof (Bismark)
Neuhof ist ein Wohnplatz im Ortsteil Badingen der Stadt Bismark (Altmark) im Landkreis Stendal in Sachsen-Anhalt.

## Geografie
Der Neuhof liegt 1½ Kilometer südwestlich von Badingen und 7 Kilometer südöstlich von Bismark (Altmark) am Badinger Wiesenweggraben, der in den Secantsgraben strömt.
Weitere Nachbarorte sind Klinke im Süden, Wollenhagen im Westen und Schäplitz im Norden.

## Geschichte
Im Jahr 1803 wird der Ort als Vorwerk erwähnt, 1818 gehörte zum Vorwerk ein Wohnhaus. Im Jahre 1820 wurde vom Agnesenhof, als Vorwerk bei Badingen mit 5 Feuerstellen berichtet. 1871 gehörten die Tagelöhnerhäuser Agensenhof und Paradieshof zusammen mit der Hagemühle zum Rittergut Badingen. 1909 heißt der Wohnplatz wieder Agnesenhof mit dem Zusatz (=Vorwerk Neuhof), so auch 1931. Seit 1958 ist nur noch die Bezeichnung Neuhof üblich.

### Einwohnerentwicklung
| Jahr | Einwohner |
| ---- | --------- |
| 1818 | 05        |
| 1840 | 10        |
| 1871 | 11        |
| 1885 | 12        |
| 1895 | 03        |
| 1905 | 04        |

Quelle:

## Religion
Die evangelischen Christen aus Neuhof waren in die Kirchengemeinde Badingen eingekircht.